# Suhi vrh, Vršič
Suhi vrh (2109 m) je gora nad Vršičem v Julijskih Alpah, nedaleč stran od grebena Male in Velike Mojstrovke ter Travnika, od katerega jo ločuje manjše sedlo. Zaradi tega in zahtevnega brezpotja je nižji Suhi vrh deležen le malo obiska.